# Kerstroos (Helleborus)
Kerstroos (Helleborus niger) is een soort uit het geslacht nieskruid (Helleborus), waartoe ook de lenteroos (Helleborus oriëntalis) en stinkend nieskruid (Helleborus foetida) behoren. Kerstroos staat bekend als heksenkruid.

## Determinatie

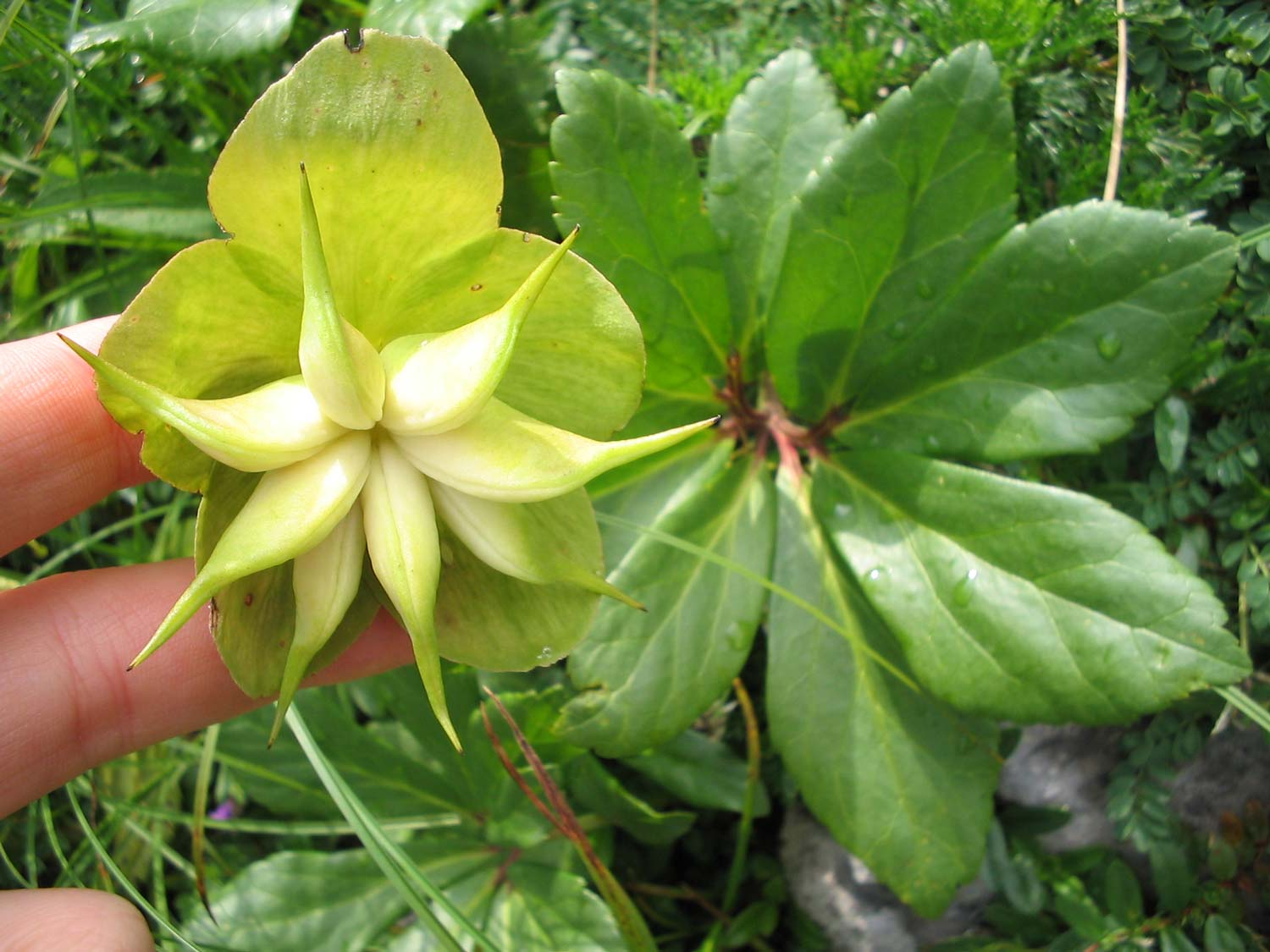
De kokervruchten

Kerstroos is een vaste plant van ongeveer 30 cm hoogte. De wintergroene; handvormige bladeren hebben zeven tot negen donkergroene, leerachtige blaadjes, die een paar tanden hebben in hun bovenste helft. De nieuwe bladeren verschijnen samen met de bloemstengels.
De plant bloeit met één of een paar witte of roze bloemen. De bloemen verkleuren naar roze na de bevruchting. Na de bloei verschijnt de vrucht, die uit een paar kokervruchten bestaat.
Kerstroos komt in het wild voor op de hellingen van de Oostelijke Noord- en Zuidalpen.
De ondersoort Helleborus niger subsp. macranthus, die men aantreft in de Julische Alpen (noordoosten van Italië en aangrenzende streek van Slovenië), heeft minder getande bladeren, die soms een metaalglans hebben, en grotere bloemen (doorsnede tot 9 cm).

## Giftigheid
Kerstroos werd beschouwd als zeer giftig door helleborine, een diglycoside dat bitter smaakt. Bij onderzoek in de jaren 70 bleek helleborine echter niet aanwezig in de wortels van H niger. Verdere aanwezige gifstoffen zijn saponine en protoanemonine.

### Medicinale toepassingen
De gemalen en gedroogde wortels werden vroeger als niespoeder gebruikt. Verder werd de kerstroos als braakmiddel en middel tegen obstipatie gebruikt.

### Mythologie
In de mythologie van de Oude Grieken werd Helleborus door Melampus van Pylos gebruikt voor het redden van de dochters van koning Argus die – gek gemaakt door Dionysus – naakt, huilend en schreeuwend door de straten van de stad renden.

## Biologie
In een artikel uit 2010 werd gepubliceerd dat de bloemen van kerstroos door de gisten die in de nectar erin groeien tot wel 6 graden warmer kunnen zijn dan de omgeving.

## Kweek
Kerstroos is geen gemakkelijke plant om te kweken. De plant groeit traag, en gedijt alleen in kalk- en humusrijke, goed doorlatende grond in de halfschaduw.
Hoewel de naam 'kerstroos' suggereert dat de plant rond de kerst bloeit, komt deze pas in februari in bloei en bloeit tot april. Zij bloeit rond Kerstmis slechts binnenhuis in potten, die op kamertemperatuur gehouden worden.
Er werden enkele grootbloemige selecties gewonnen. De cultivar Helleborus niger 'Potter's Wheel' heeft bloemen met een doorsnede van 10–12,5 cm. Helleborus niger 'Marion' is een selectie met dubbele bloemen.
Van de plant kan gemakkelijk zaad worden gewonnen. De moederplant moet door scheuren vermeerderd worden.
De purperen kerstroos Helleborus 'Early Purple', een vroegbloeiende selectie van Helleborus orientalis subsp. abchasicus, is te verkiezen boven de gewone kerstroos, omdat deze gemakkelijker te kweken is en wanneer het weer mild is, zij vanaf midden december bloeit.

### Plagen
Kerstroos kan aangetast worden door bladluizen. Zij is ook vatbaar voor schimmelziekten, die zwarte vlekken op de bladeren veroorzaken. Wanneer de besmetting ernstig is, kan ze de dood van de plant veroorzaken.
... · H. foetidus (Stinkend nieskruid) · H. niger (Kerstroos) · H. orientalis (Lenteroos) · H. viridis (Wrangwortel) · ...